# Messor celiae
Messor celiae är en myrart som beskrevs av Reyes 1985. Messor celiae ingår i släktet Messor och familjen myror. Inga underarter finns listade i Catalogue of Life.